# Palatul Bolani Erizzo

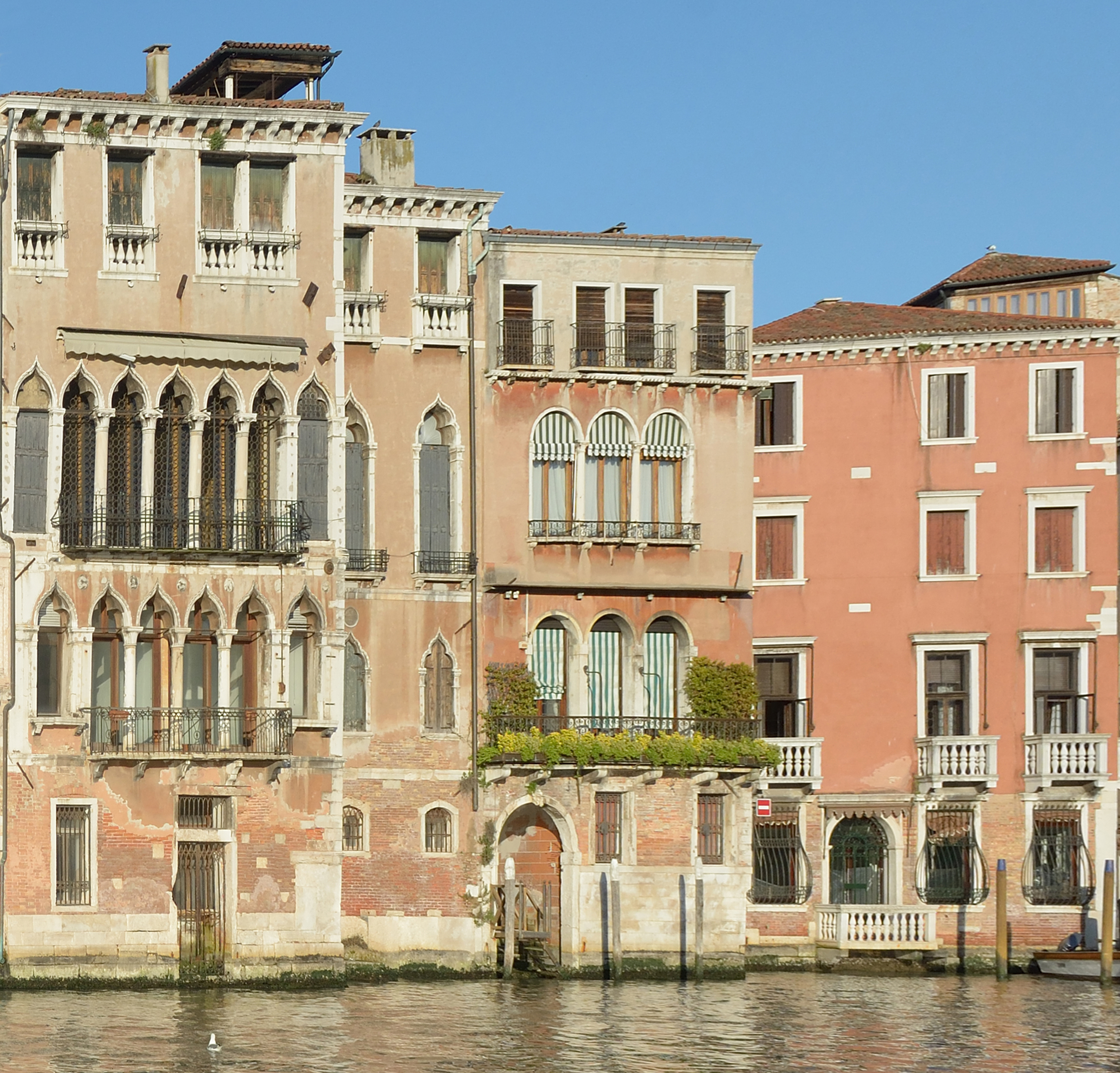
Palatul Bolani, în dreaptă (la stânga palazzo Dolfin)

Palatul Bolani Erizzo este o veche clădire venețiană din secolul al XIII-lea, construită de-a lungul Canal Grande în sestriere Cannaregio.

## Istoric
Această clădire a fost locuința poetului Pietro Aretino  în secolul al XVI-lea, apoi în primii ani ai secolului al XIX-lea a fost cumpărată de familia Levi.
După Primul Război Mondial a locuit aici inginerul constructor Gino Vittorio Rava, care a construit Podul Scalzi din Veneția și a inventat sistemul de restaurare prin metoda cricurilor hidraulice.
În timpul celui de-al Doilea Război Mondial a fost închiriată pentru o scurtă perioadă de timp poetului Filippo Tommaso Marinetti, care în 1944 a fondat asociația futuristă Cannaregio 5662.

## Panorama de la ferestrele clădirii
Potrivit lui E. Fahy o pictură în ulei de Francesco Guardi , reprezentând Canal Grande și podul Rialto, prezintă o panoramă venețiană așa cum era posibil să se observe de la o fereastră aflată la primul etaj al acestei clădiri.